# Соломина, Вера Яковлевна
Ве́ра Я́ковлевна Соло́мина (17 августа 1916, Соломино, Вятская губерния — 4 августа 1943, Бутово, Курская область) — медсестра, герой Великой Отечественной войны, активный деятель добровольческого движения. Представитель древнего севернорусского рода Соломиных.

## Биография
Родилась в деревне Соломино (ныне — в Пижанском районе Кировской области).
1-й секретарь Куйбышевского райкома ВЛКСМ г. Сталинска (1941). Окончила школу ФЗУ в г. Топки по специальности «слесарь-паровозник» (1933). С 1933 работала по специальности в локомотивном депо г. Сталинска. Позже — нормировщиком на шахте им. С. К. Орджоникидзе. Окончила рабфак СибГИУ. С началом Великой Отечественной войны окончила курсы медсестёр, и 20 апреля 1942 она в составе 237-й стрелковой дивизии 2-го формирования отправилась на фронт, подвигнув десятки молодых людей последовать своему примеру. Сержант медицинской службы. Вынесла с поля боя на Курской Дуге 270 раненых. Награждена орденами Красной Звезды и Ленина. Погибла в бою. Похоронена в братской могиле в с. Бутово (ныне — Яковлевского района Белгородской области).

## Память
Абинская улица в Новокузнецке 28 июня 1966 была переименована в улицу Веры Соломиной. На кинотеатре «Шахтёр» была установлена мемориальная доска, увековечившая её память. С кинотеатра «Шахтёр», который сейчас стал большой торговой площадкой и не функционирует по прямому назначению, доску сняли. Она висит на средней школе № 47, которая носит имя Веры Соломиной уже много лет. Имя девушки увековечено на стеле погибшим шахтёрам во время ВОВ, которая установлена недалеко, в этом же микрорайоне около ДК им. Дзержинского. Местный краевед Леонид Шатохин добился, чтобы её имя дополнительно высекли на камне в дополнение к другим геройским фамилиям.